# Parafia św. Marii Magdaleny w Dziewiętlicach
Parafia Świętej Marii Magdaleny w Dziewiętlicach – parafia rzymskokatolicka, znajdująca się w diecezji opolskiej, w dekanacie Paczków.
Parafię obsługuje proboszcz parafii św. Jadwigi w Trzeboszowicach.